# Starachowice
Starachowiceⓘ (em 1939–1949 Starachowice-Wierzbnik) é um município no sudeste da Polônia. Pertence à voivodia de Santa Cruz, sede do condado de Starachowice.
A cidade está localizada na fronteira entre as montanhas Świętokrzyskie e a região do sopé de Iłża. Fica no vale do rio Kamienna e é cercada por extensas florestas — um remanescente da Floresta Primitiva Świętokrzyska.
Até 1954, era a sede da comuna rural de Styków. Entre 1975 e 1998, a cidade pertenceu administrativamente à voivodia de Kielce. Estende-se por uma área de 31,8 km², com 44 038 habitantes, segundo o censo de 31 de dezembro de 2024, com uma densidade populacional de 1 384 hab./km².
A cidade abriga a Zona Econômica Especial “Starachowice”, criada em 1997, que cobre uma área de 168 hectares e está quase 90% desenvolvida.
Starachowice fica na histórica Terra de Sandomierz, na Pequena Polônia, e a parte da cidade ao norte do rio Kamienna também pertence à Terra de Radom.

## História
No local da atual Starachowice havia uma forja, alugada no século XVI pelos Starzechowskis, daí provavelmente o nome da cidade. Ao lado da ferraria, a cidade de Wierzbnik (hoje a parte histórica mais antiga de Starachowice) existia no local da atual cidade.
Até 1817, o assentamento era de propriedade da Ordem Cisterciense de Wąchock, que construiu um alto-forno aqui em 1789. Em 1815, a fundição foi adquirida pelo governo da Polônia do Congresso. Na primeira metade do século XIX. Starachowice se tornou o maior centro da indústria metalúrgica da Polônia do Congresso, parte da chamada Antiga Bacia Industrial Polonesa, conforme o plano de Stanisław Staszic para desenvolver a indústria de ferro ao longo do rio Kamienna com seu principal centro em Starachowice (1817), implementado sob a direção de Franciszek Ksawery Drucki-Lubecki. Em 1899, um alto-forno foi colocado em operação e o assentamento se tornou um importante centro de mineração de ferro e metalurgia.
Na Segunda República Polonesa, Starachowice e Wierzbnik pertenciam à voivodiade Kielce (condado de Iłżec).
Em junho de 1920, uma greve de protesto eclodiu na cidade contra o fato de ativistas do Partido Comunista dos Trabalhadores Poloneses em Piotrków terem sido presos pela polícia. Como resultado do protesto, a polícia liberou os detidos.
Em 31 de outubro de 1933, Starachowice, na comuna de Styków, foi dividida em uma parte de vilarejo e uma parte de fábrica. Starachowice (Wieś) formou um aglomerado chamado Starachowice, composto pelo vilarejo de Starachowice e terras da ferrovia, enquanto o recém-formado assentamento Starachowice Fabryczne (formado pelas colônias de Majówka, Bugaj, Sztolnia, Przykościelna, Robotnicza, Urzędnicza e outras) formou um aglomerado chamado Starachowice Fabryczne. O aglomerado Starachowice Fabryczne foi fundido com a cidade de Wierzbnik em 1 de abril de 1939, dando-lhe o nome de Starachowice-Wierzbnik. Por outro lado, Starachowice-Wieś e os outros vilarejos da comuna de Styków continuaram a manter sua identidade separada como um aglomerado na comuna de Styków.

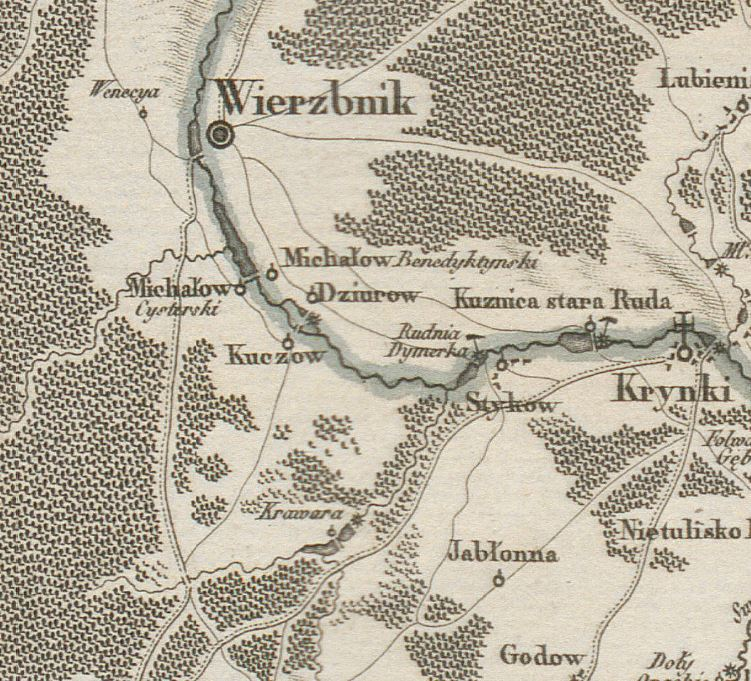
Arredores de Wierzbnik e Michałów no século XVIII — atuais distritos de Starachowice

No período entre guerras, Starachowice foi um importante centro da indústria de armamentos, devido à sua localização no Distrito Industrial Central, onde ocorreu a produção de armas “Bofors” licenciadas. Havia inúmeras minas de minério de ferro, uma siderúrgica (daí o brasão da cidade com ferramentas metalúrgicas e de mineração cruzadas), para onde os minérios das minas vizinhas eram transportados por meio de uma densa rede de ferrovias de bitola estreita.
Durante a Segunda Guerra Mundial, ela foi incorporada ao Governo Geral (distrito de Radom, condado de Opatów). Os nazistas incorporaram os municípios de Starachowice-Wieś, Starachowice Górne, Krzyżowa Wola e Wanacja, que passaram a se chamar Starachowice.
Para comemorar a batalha de Starachowice, travada em setembro de 1939, um canhão antiaéreo está instalado em um dos cruzamentos mais importantes em memória dos heróis da cidade. Durante a Segunda Guerra Mundial, foi criado um gueto em Wierzbnik (habitado principalmente por judeus); após sua liquidação em 1942, os judeus foram levados para os campos de Auschwitz-Birkenau e Treblinka. Durante a ocupação alemã, os nazistas na mina de minério montaram um campo de concentração “em Majowka”, cujos detentos eram usados para trabalho escravo na fundição. O campo funcionou até 1944. A cidade foi ocupada por unidades do 3.º Exército de Guardas da Primeira Frente Ucraniana em 17 de janeiro de 1945. Em homenagem aos soldados dessas unidades, um Monumento de Gratidão ao Exército Soviético foi erguido na rua Marszałkowska, fundado pelo Presidium do Conselho Nacional Municipal em 1945.
Após a guerra, a situação anterior à guerra foi restaurada; as comunidades incorporadas pelos nazistas em Starachowice recuperaram sua independência (incluindo Starachowice-Wieś), e a cidade retornou ao seu nome anterior à guerra de Starachowice-Wierzbnik. Ela só voltou a se chamar Starachowice em 3 de setembro de 1949. Em 1 de julho de 1952, as comunas de Starachowice-Wieś, Starachowice Górne, Krzyżowa Wola e Wanacja, bem como 20 hectares de florestas estatais, foram incorporados à cidade de Starachowice a partir da comuna de Styków devido à posição de condado urbano.
Em 1948, a fábrica de caminhões Feliks Dzierżyński “Star” foi instalada em Starachowice. A FSC “STAR” foi durante anos o principal empregador da cidade, empregando mais de 20 mil trabalhadores. Foi graças a ela que Starachowice se desenvolveu e se expandiu dinamicamente, com a construção de vários conjuntos habitacionais de alto padrão. A cidade era um importante centro automotivo na República Popular da Polônia. Além da fábrica de caminhões, havia outras fábricas, como a única usina de fusão de basalto da Polônia (que continua produzindo até hoje), a Empresa da Indústria Madeireira de Starachowice (uma das três maiores serrarias da Polônia na época) e um alto-forno que funcionou até 1968. No entanto, com o colapso da economia gerenciada centralmente, a monocultura de empregos entrou em colapso. Assim como a FSC “STAR” foi a causa do sucesso econômico de Starachowice, ela se tornou a causa dos problemas da cidade. O colapso das exportações no final da década de 1980 e no início da década de 1990 para os países do Bloco Oriental resultou em demissões significativas. A fábrica trouxe uma onda de desemprego para a cidade, teve vários proprietários na década de 1990 e a fábrica foi dividida. No final da década de 1990, a empresa MAN SE tornou-se a proprietária, e os ônibus agora são produzidos na fábrica da MAN Bus. Foi também nessa época que a Zona econômica especial “SSE Starachowice” foi criada na cidade.
Em 1 de março de 1983, Michałów (475,48 ha) e parte de Adamów (537,76 ha) foram anexados a Starachowice a partir da comuna de Brody, parte da comuna de Mirzec (2,83 ha) cobrindo os ramos 125 e 126 da silvicultura Bugaj (Divisão Florestal de Starachowice) e da comuna de Wąchock a aldeia de Mieszała (39,36 ha) e florestas estatais.

Cartões-postais
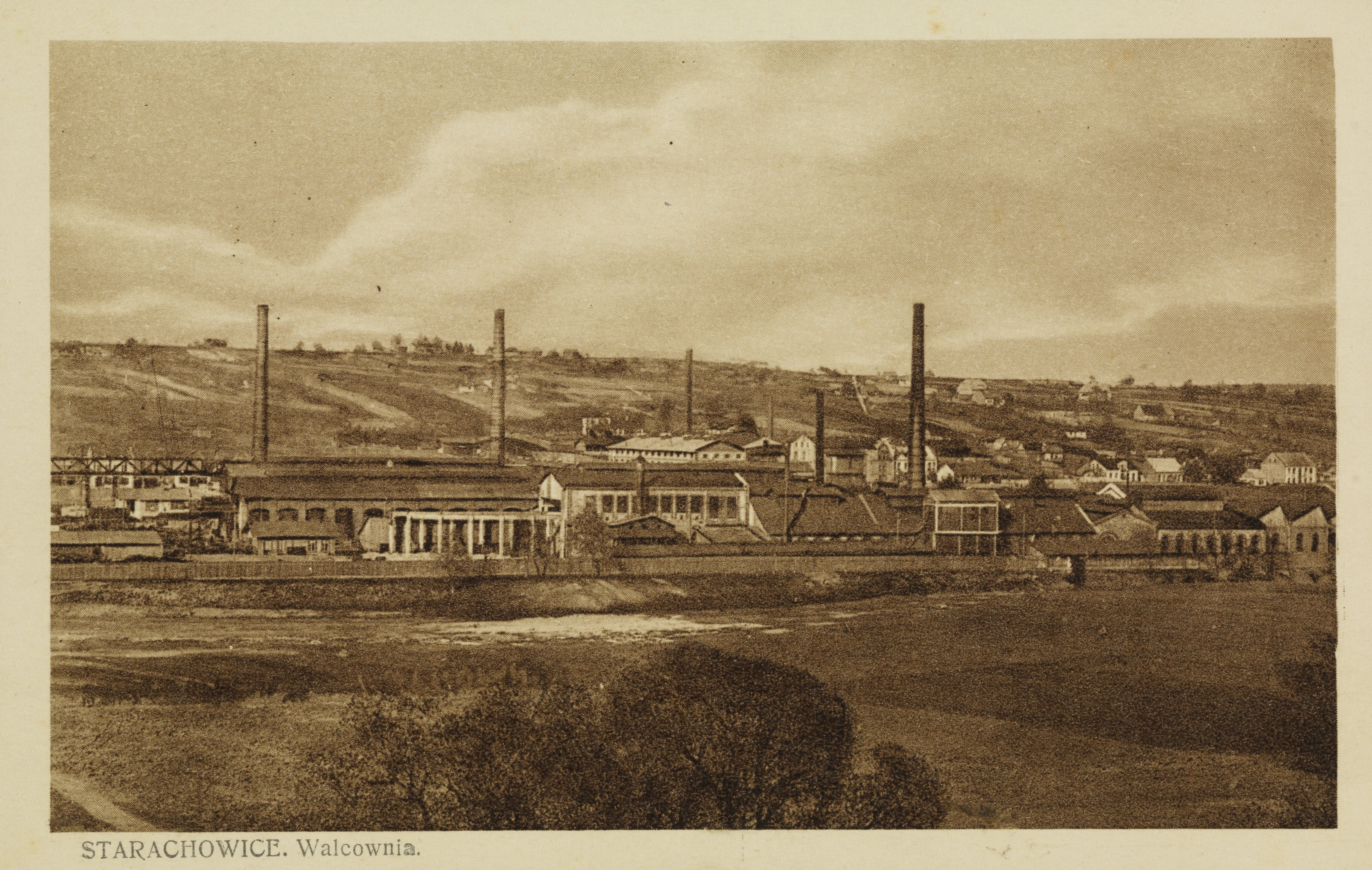
Starachowice — metalúrgica 1928–1939
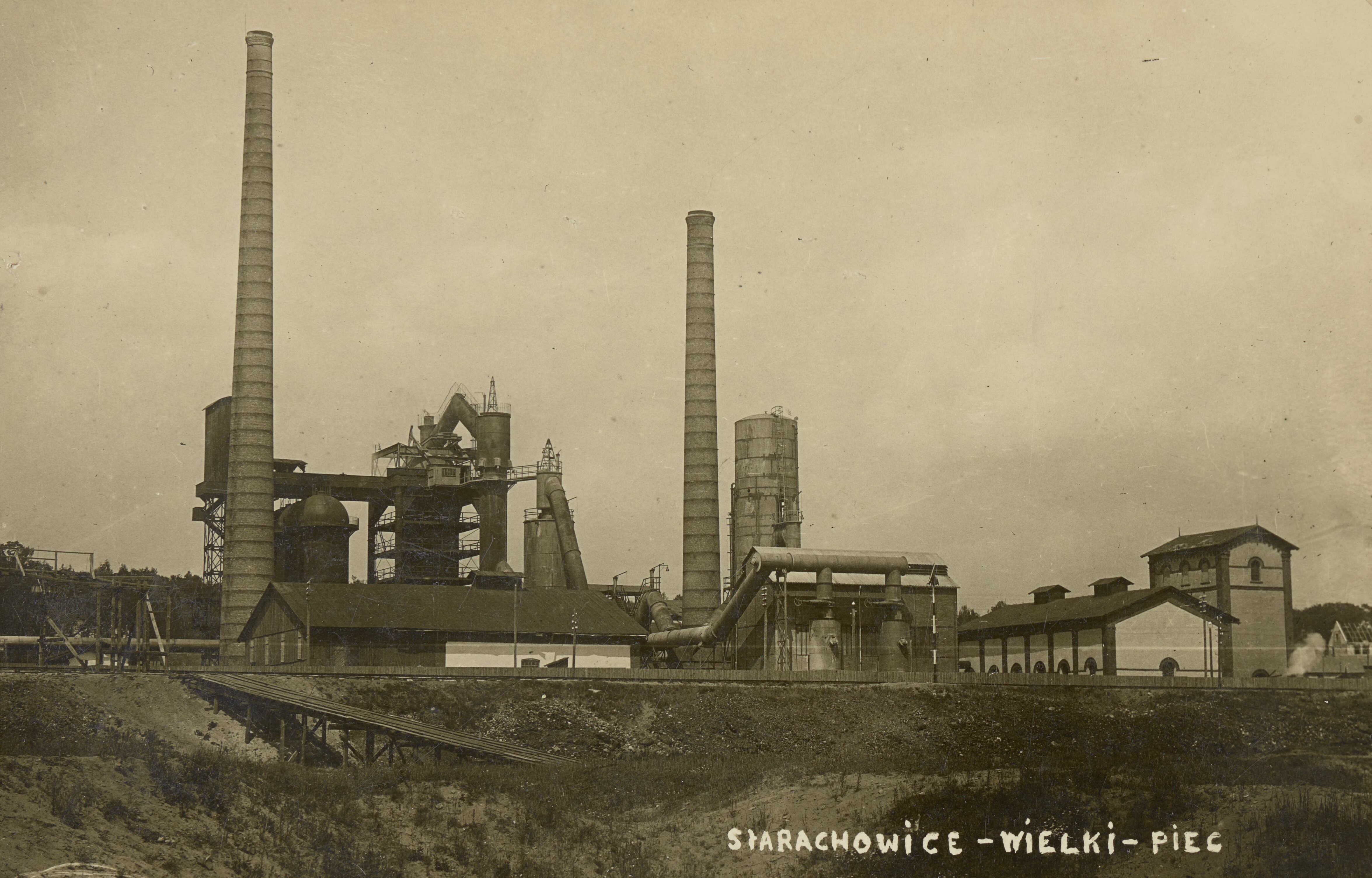
Complexo do alto-forno — hoje um museu
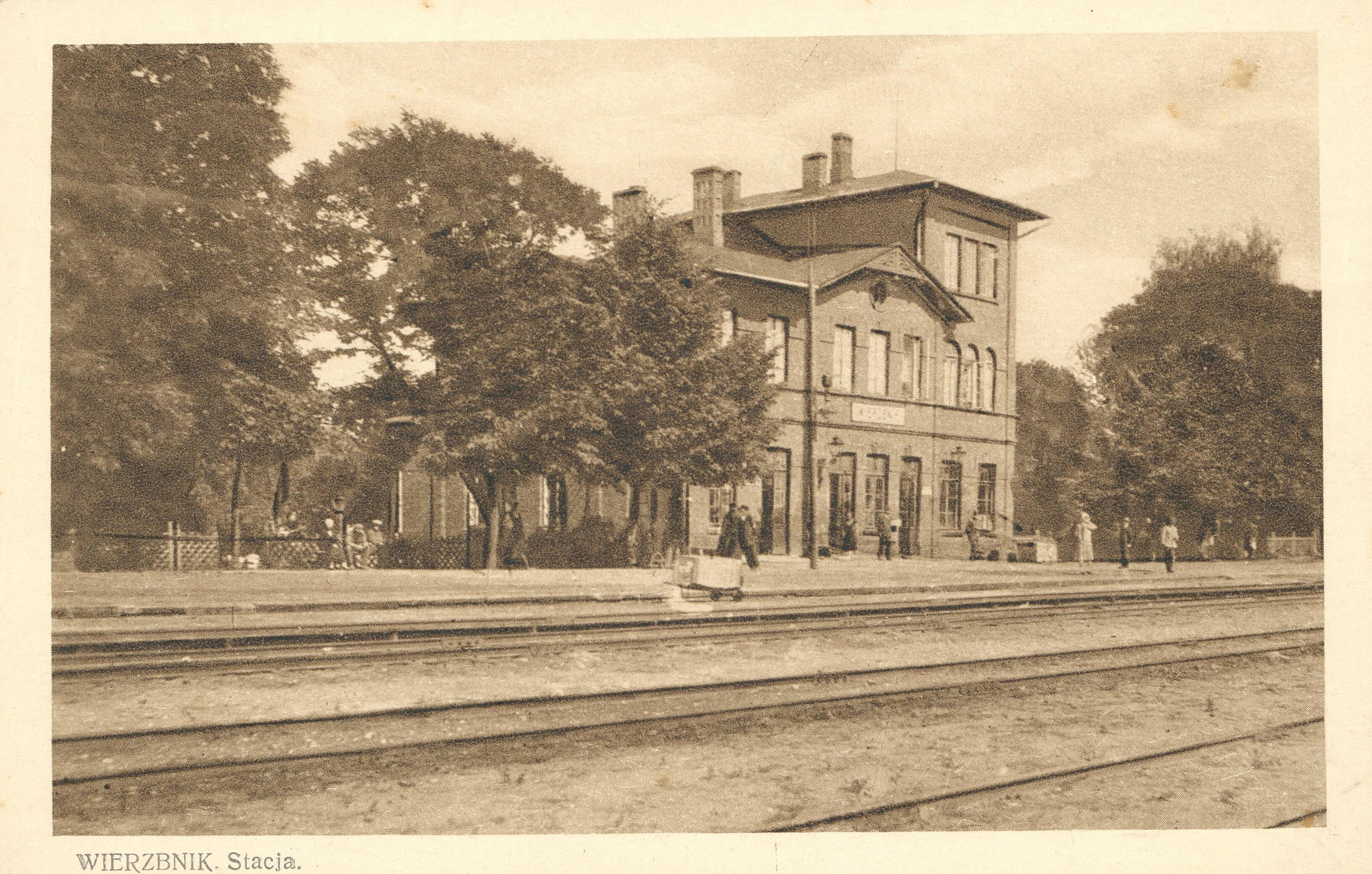
Estação ferroviária 1928-1939
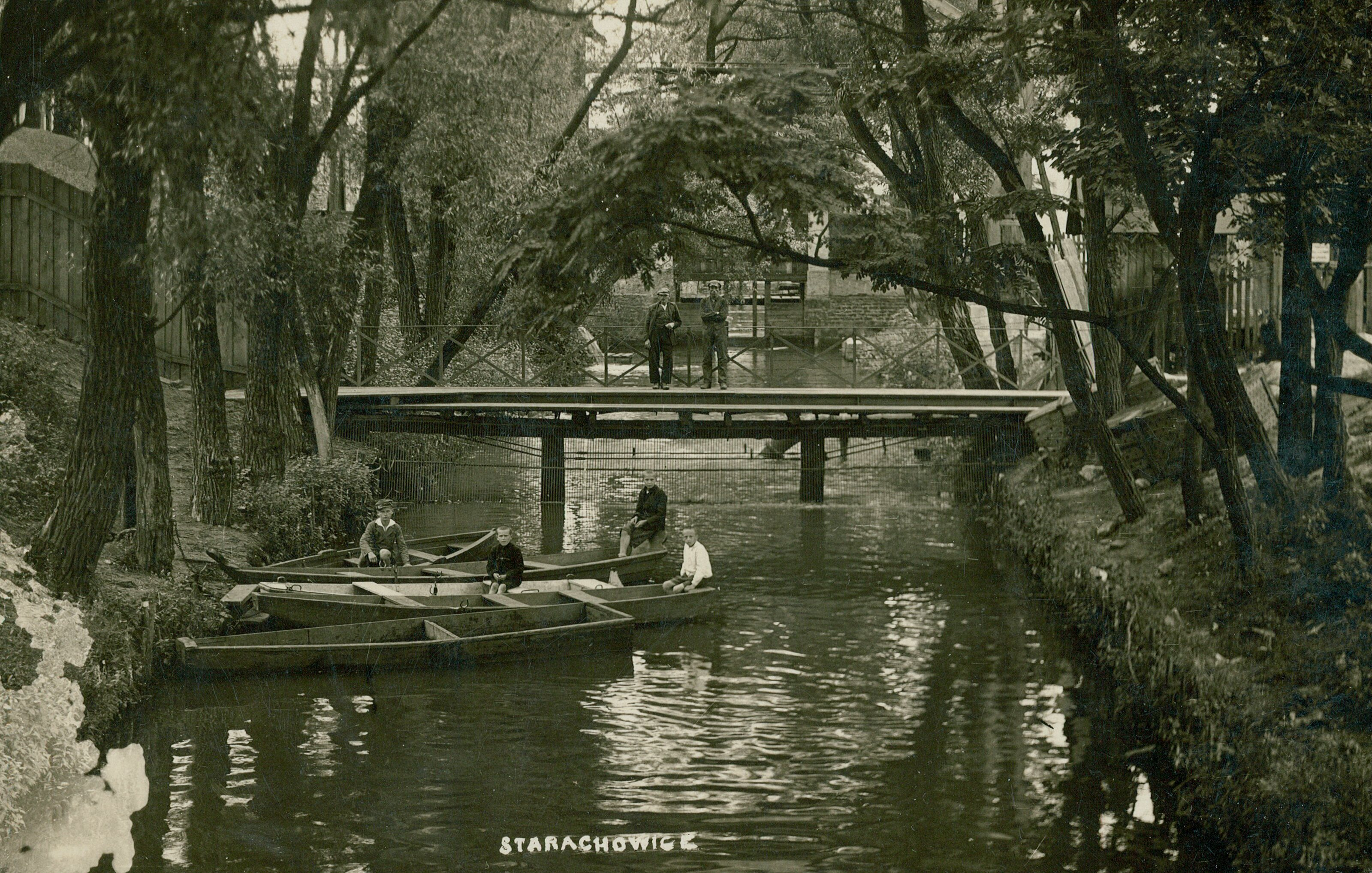
Rio Kamienna

### Linha do tempo
- 1546 — referência em um documento cisterciense à existência de uma mina de minério de ferro chamada Minera Starzechowska
- 1624 — localização da cidade de Wierzbnik em virtude do privilégio de Sigismundo III Vasa
- 1741 — cerimônia de consagração da igreja da Santíssima Trindade em Wierzbnik
- 1788 — abertura de quatro minas perto da área da atual Starachowice
- 1809 — destruição das usinas de Starachowice e Wąchock por tropas austríacas que retornavam de Raszyn
- 1817 — elaboração, por Stanisław Staszic, de um projeto para uma unidade industrial combinada, da qual Starachowice seria o principal centro
- 1870 — Wierzbnik perdeu seus direitos municipais; a fábrica de Starachowice foi vendida a Anton Fränkl por um total de 1.167.000 rublos
- 1899 — comissionamento de um moderno alto-forno a coque
- 1903 — a maior enchente da história de Starachowice, causada pelo rio Kamienna
- 18 de agosto de 1916 — Wierzbnik recupera seus direitos municipais
- 1924 — início da produção de armas antiaéreas em cooperação com a empresa Bofors
- 1926 — fundação do clube esportivo Starachowice
- 1 de abril de 1939 — fusão de Wierzbnik, Starachowice e os vilarejos vizinhos em uma única cidade, Starachowice-Wierzbnik
- 2 de setembro de 1939 — evacuação do pessoal e dos equipamentos da fábrica de Starachowice para Kowel
- 6 de setembro de 1939 — defesa heroica da cidade pela equipe da bateria antiaérea na rua Wanacja
- 17 de janeiro de 1945 — libertação de Starachowice da ocupação alemã pelo 3.º Exército da Primeira Frente Ucraniana
- 1947 — conversão da fábrica de Starachowice em fábrica de caminhões
- 1949 — fundação da Fábrica de Caminhões “Star” Feliks Dzierżyński
- 1949 — o nome da cidade Starachowice-Wierzbnik é alterado para Starachowice (Regulamento do Ministro da Administração Pública de 19 de agosto de * 1949 sobre a restauração e determinação de nomes de lugares)
- 1952 — Starachowice recebe a classificação de cidade com direitos de condado (Regulamento do Conselho de Ministros de 12 de abril de 1952)
- 1968 — extinção final do alto-forno
- 1970 — fechamento da mina “Majówka” — a última mina de minério de ferro[a][15]
- 1999 — venda da Fábrica de Caminhões para a empresa alemã MAN AG, desde 01/09/2009 a fábrica opera sob o nome MAN Bus Sp. z o.o.
- 2017 — celebração cerimonial do 100.º aniversário da reunião inaugural em 27 de fevereiro de 1917, quando o Conselho Municipal de Wierzbnik se reuniu pela primeira vez depois que a cidade recebeu seus direitos municipais

## Natureza

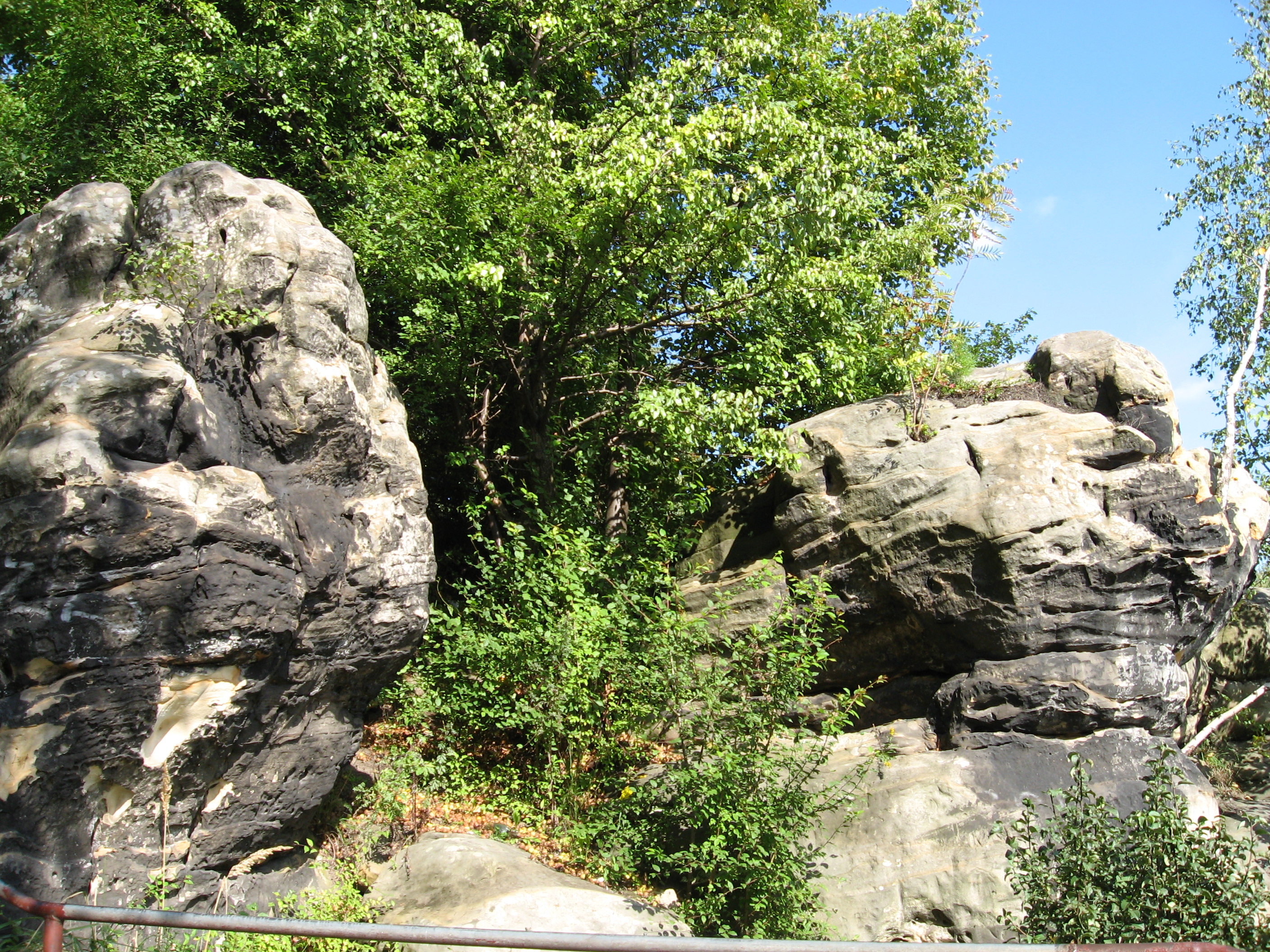
Exposição geológica única ao longo da Avenida Armii Krajowej — monumento natural inanimado (400 m de comprimento, 5-8 m de altura)

Starachowice está localizada entre florestas e bosques gerenciados e administrados pela Comissão Florestal de Starachowice e pela Comissão Florestal de Skarżysko-Kamienna. No lado norte, estão as chamadas Florestas de Starachowice, enquanto as áreas no lado oeste-sul fazem parte do Parque Paisagístico de Sieradowice.
A primeira pesquisa sobre gafanhotos na área de Wierzbnik foi iniciada em 1930 por Wladislaus von Szeliga-Mierzeyewski. Nos últimos 30 anos (décadas de 1980, 1990 e 2000–2010), muitos entusiastas da natureza pesquisaram, entre outros, para atlas e monografias de fauna - pássaros, borboletas e libélulas.
Entre as plantas que crescem na área em discussão, quatro espécies legalmente protegidas de orquídeas são dignas de nota, ou seja, Listera ovata, Platanthera bifolia, Epipactis palustris e a orquídea de folhas largas Dactylorhiza majalis. O rio Młynówka flui através de Starachowice (antiga Wierzbnik), que é coberta por floresta ripária. Foram encontrados locais de plantas protegidas aqui, como o alho-de-urso (Allium ursinum) e a barba-de-cabra (Aruncus sylvester).
Entre as aves, a cegonha-preta (Ciconia nigra) foi encontrada no local. Muitas espécies de invertebrados também foram encontradas, incluindo ortópteros (gafanhotos), borboletas, libélulas e besouros.
De todas as espécies de répteis e anfíbios legalmente protegidas encontradas aqui, as seguintes devem ser mencionadas: cobra-de-água-de-colar, víbora-europeia-comum, lagarto-ágil, vermes-cegos (Anguis), tritão-alpino, espécies de rã-comum e sapo-comum.
As espécies de gafanhotos reconhecidas aqui são: papa-verrugas (Decticus verrucivorus), gorgulho-do-pinheiro (Barbitistes constrictus), Metrioptera brachyptera, grilo-cantante (Tettigonia cantans), Tetrix bipunctata, Tetrix subulata, Chrysochraon dispar, gafanhoto-dourado (Euthystira brachyptera), gafanhoto-de-asas-listradas (Stenobothrus lineatus), gafanhoto-malhado (Stenobothrus stigmaticus), gafanhoto-da-floresta (Omocestus rufipes), gafanhoto-da-estepe (Chorthippus vagans), Chorthippus pullus, Stetophyma grossum, gafanhoto-de-asas-azuis (Oedipoda caerulescens), grande-grilo-verde (Tettigonia viridissima), Chorthippus mollis, grilo-do-mato-de-Roesel (Metrioptera roeselli), Omocestus haemorrhoidalis, gafanhoto-verde-comum (Omocestus viridulus), gafanhoto-malhado (Myrmeleotettix maculatus), Chorthippus apricarius, gafanhoto-de-asas-arqueadas (Chorthippus biguttulus), gafanhoto-comum-do-campo (Chorthippus brunneus), Chorthippus dorsatus, gafanhoto-pequeno-dos-pântanos (Chorthippus albomarginatus), Chorthippus montanus, gafanhoto-do-prado (Chorthippus parallelus).
Algumas das borboletas mais interessantes são: Satyrium acaciae, Satyrium ilicis, Colias palaeno, borboleta-cauda-de-andorinha (Papilio machaon), borboleta-de-rabo (Iphiclides podalirius), Euphydryas aurinia, borboleta-falsa-da-urze (Melitaea diamina), borboleta-imperador (Apatura iris), borboleta-imperador-pequena (Apatura ilia), almirante-do-álamo (Limenitis populi), Neptis rivularis, borboleta-de-borda-perolada (Boloria euphrosyne), borboleta-de-pallas (Argynnis laodice), fritilária-marrom-alta (Argynnis adippe), anelzinho-da-floresta (Erebia medusa), grande-cobre (Lycaena dispar), Lycaena hippothoe, Plebeius optilete, borboleta-verde-azulada (Glaucopsyche alexis) e mariposa-esfinge-colibri (Macroglossum stellatarum).
As libélulas listadas são: libélula-de-cauda-de-cobra-verde (Ophiogomphus cecilia), libélula-de-anéis-dourados (Cordulegaster boltonii), falcão-verde (Aeshna viridis), falcão-de-olho-verde (Aeshna isoceles), falcão-marrom (Aeshna grandis), rabo-de-clava-comum (Gomphus vulgatissimus), grande-libélula-vermelha (Pyrrhosoma nymphula), libelinha-azul (Coenagrion puella).

## Estrutura da área

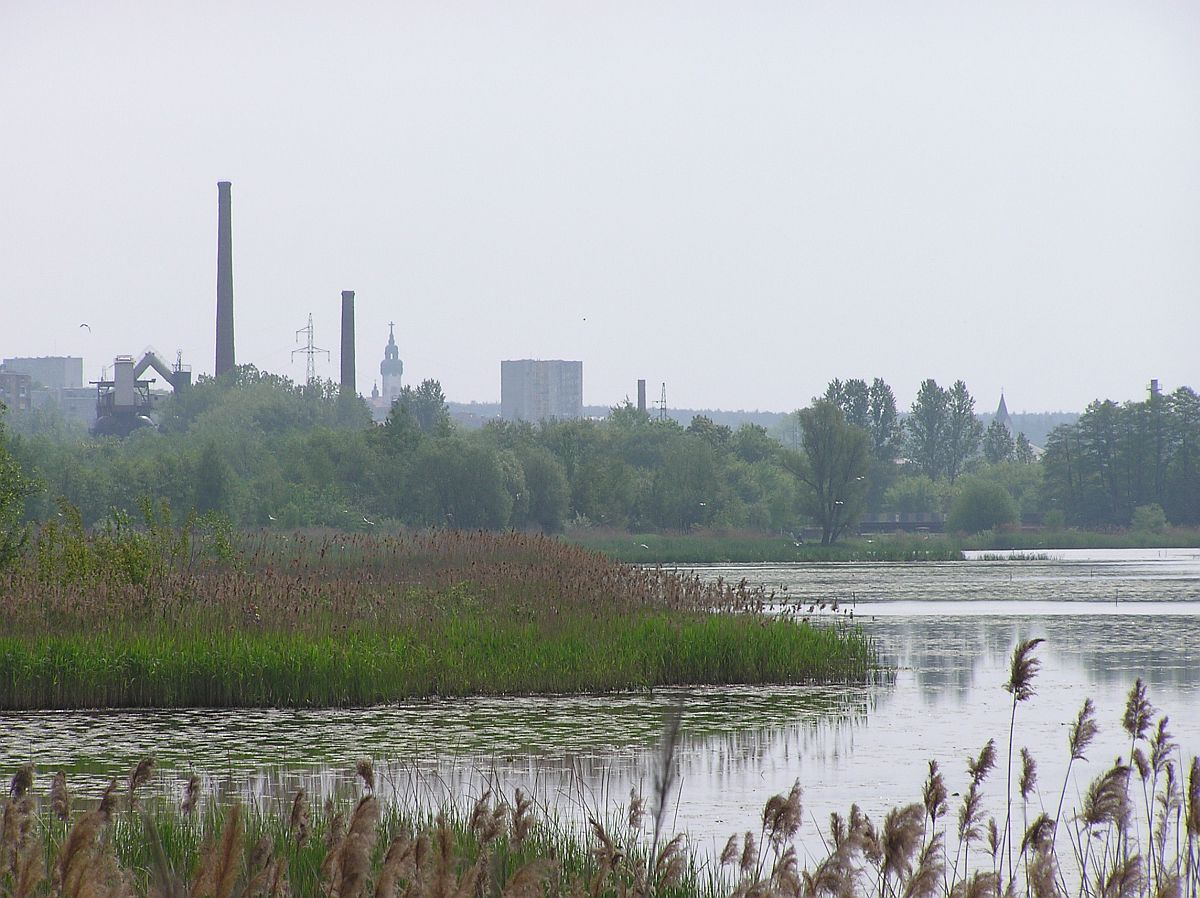
Panorama de Starachowice vista do Reservatório Pasternik (lago Starachowickie)

Segundo dados de 2023, Starachowice tem uma área de 31,8 km², incluindo:
- Edifícios e áreas urbanizadas: 39,9% - 1267 ha
- Terras agrícolas: 28,2% - 919 ha
- Terras florestais: 24,5% - 772 ha
- Terras submersas: 3,8% - 118 ha
- Terrenos baldios: 1,7% - 52 ha
- outros 1,9%

A cidade representa 6,08% da área do condado de Starachowice.

## Demografia
Conforme os dados do Escritório Central de Estatística da Polônia (GUS) de 31 de dezembro de 2024, Starachowice é uma cidade pequena com uma população de 44 038 habitantes (3.º lugar na voivodia de Santa Cruz e 94.º na Polônia), tem uma área de 31,8 km² (5.º lugar na voivodia de Santa Cruz e 176.º lugar na Polônia) e uma densidade populacional de 1 384 hab./km² (2.º lugar na voivodia de Santa Cruz e 156.º lugar na Polônia). Entre 2002–2024, o número de habitantes diminuiu 19,1%.
Os habitantes de Starachowice constituem cerca de 52,99% da população do condado de Starachowice, constituindo 3,79% da população da voivodia de Santa Cruz.
| Descrição                         | Total      | Total    | Mulheres   | Mulheres | Homens     | Homens   |
| --------------------------------- | ---------- | -------- | ---------- | -------- | ---------- | -------- |
| unidade                           | habitantes | %        | habitantes | %        | habitantes | %        |
| população                         | 44 038     | 100      | 23 199     | 52,7     | 20 839     | 47,3     |
| área                              | 31,8 km²   | 31,8 km² | 31,8 km²   | 31,8 km² | 31,8 km²   | 31,8 km² |
| densidade populacional (hab./km²) | 1 384      | 1 384    | 729,4      | 729,4    | 654,6      | 654,6    |

## Economia

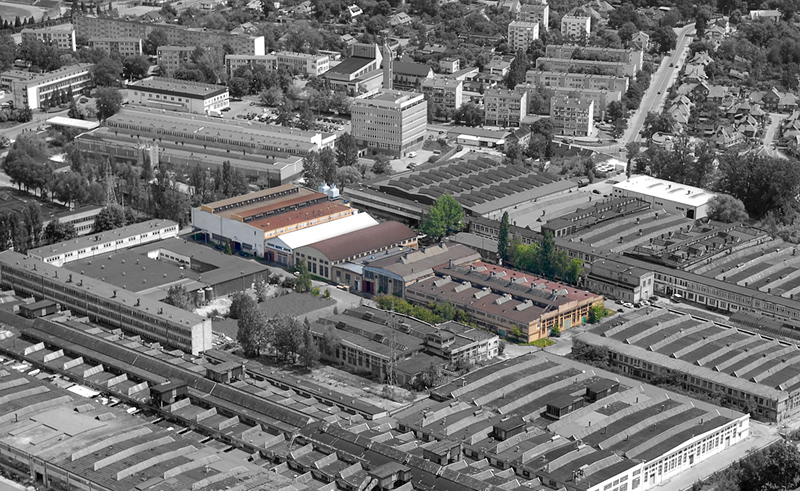
MAN STAR Trucks (STAR Trucks até 2009)

Starachowice é uma das três (depois de Kielce e Ostrowiec Swietokrzyski) maiores cidades da voivodia de Santa Cruz, principalmente um centro administrativo e industrial. É um centro histórico de metalurgia do ferro, indústria pesada e maquinaria, além das indústrias madeireiras, metalurgia, cerâmica e abatedouro.
As tradições de fundição estão presentes na região desde a Idade do Ferro. A proximidade de depósitos de minério de ferro levou ao funcionamento de um alto-forno no assentamento de Starachowice em 1899, que funcionou até 1968. Ao longo do vale do rio Kamienna, vários fornos semelhantes funcionaram — apenas o de Starachowice, que abriga o Museu da Natureza e Tecnologia, sobreviveu até os dias atuais.
No período entre guerras, as fábricas especializadas na fabricação de armas foram expandidas em Starachowice, e o principal motivo foi a localização da cidade, no Distrito Industrial Central. Entre 1948 e 1991, a Fábrica de Caminhões “Star”, especializada na produção de caminhões leves e médios, funcionou na cidade. Foi graças a essa fábrica que Starachowice cresceu de um pequeno assentamento urbano para uma das maiores cidades da região, fornecendo emprego para a maioria da população ativa. Em seu auge, a fábrica empregava mais de 20 mil trabalhadores. Nas décadas de 1960 e 1970, a cidade cresceu rapidamente e a população aumentou várias vezes, tornando-a uma das que mais cresceram no país. Infelizmente, o efeito de basear todo o mercado de trabalho em uma fábrica foi o subsequente problema econômico da cidade.
A transformação econômica no início da década de 1990 trouxe um aumento no desemprego na cidade, causado pelas demissões na fábrica de caminhões “STAR”. Em 1999, a empresa alemã MAN SE tornou-se a principal acionista da STAR Trucks Sp. z o.o. Atualmente, a fábrica de ônibus MAN produz ônibus urbanos MAN completos. Uma melhoria significativa na situação econômica também foi provocada pela localização da Zona econômica especial “Starachowice”, que cobre uma área de 168 ha na cidade. No início do século XXI, havia um alto índice de desemprego na cidade. Em 2004, esse índice chegou a 27% no condado de Starachowice, em 2007 caiu para 13,9% e em 2010 foi de 17,3%.
Os principais empregadores da cidade incluem: MAN Bus Sp. z o.o., PKC Group, Cersanit, Cerrad, Gerda, Perfopol, Odlewnie Polskie S.A., Animex, Walstead CE, PERFECT Sp. z o.o. e muitas outras empresas menores.

## Transporte

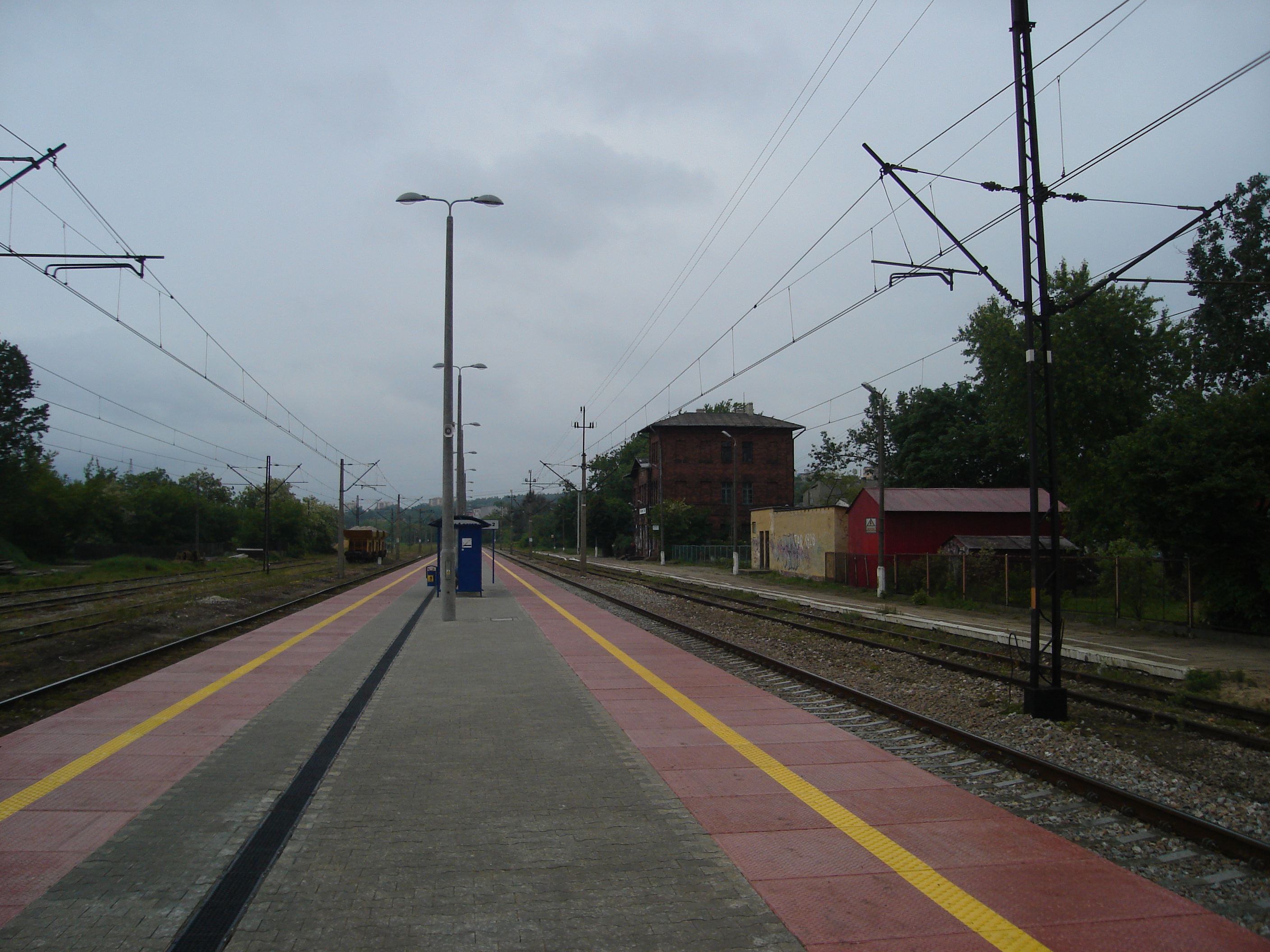
Starachowice Leste

### Transporte rodoviário
Starachowice está localizada entre as estradas nacionais n.º 7/E77 e n.º 9/E371. A estrada nacional n.º 42 atravessa a cidade paralelamente, sendo unida pelas estradas provinciais n.º 744 (rua Radomska), ao norte, e n.º 756, ao sul.
A rede rodoviária da cidade é bem desenvolvida. Um avanço para a cidade foi a abertura da rota norte-sul — Aleja Kardynała Stefana Wyszyńskiego — em 2000, com um viaduto sobre o rio e o vale do rio Kamienna. Graças a essa conexão, o tempo de viagem entre o sul e o norte da cidade foi significativamente reduzido. Uma conexão semelhante está planejada para a parte oeste da cidade, o que aliviaria significativamente a movimentada rua Radomska e a parte antiga da cidade chamada Starachowice Dolne.

### Transporte público

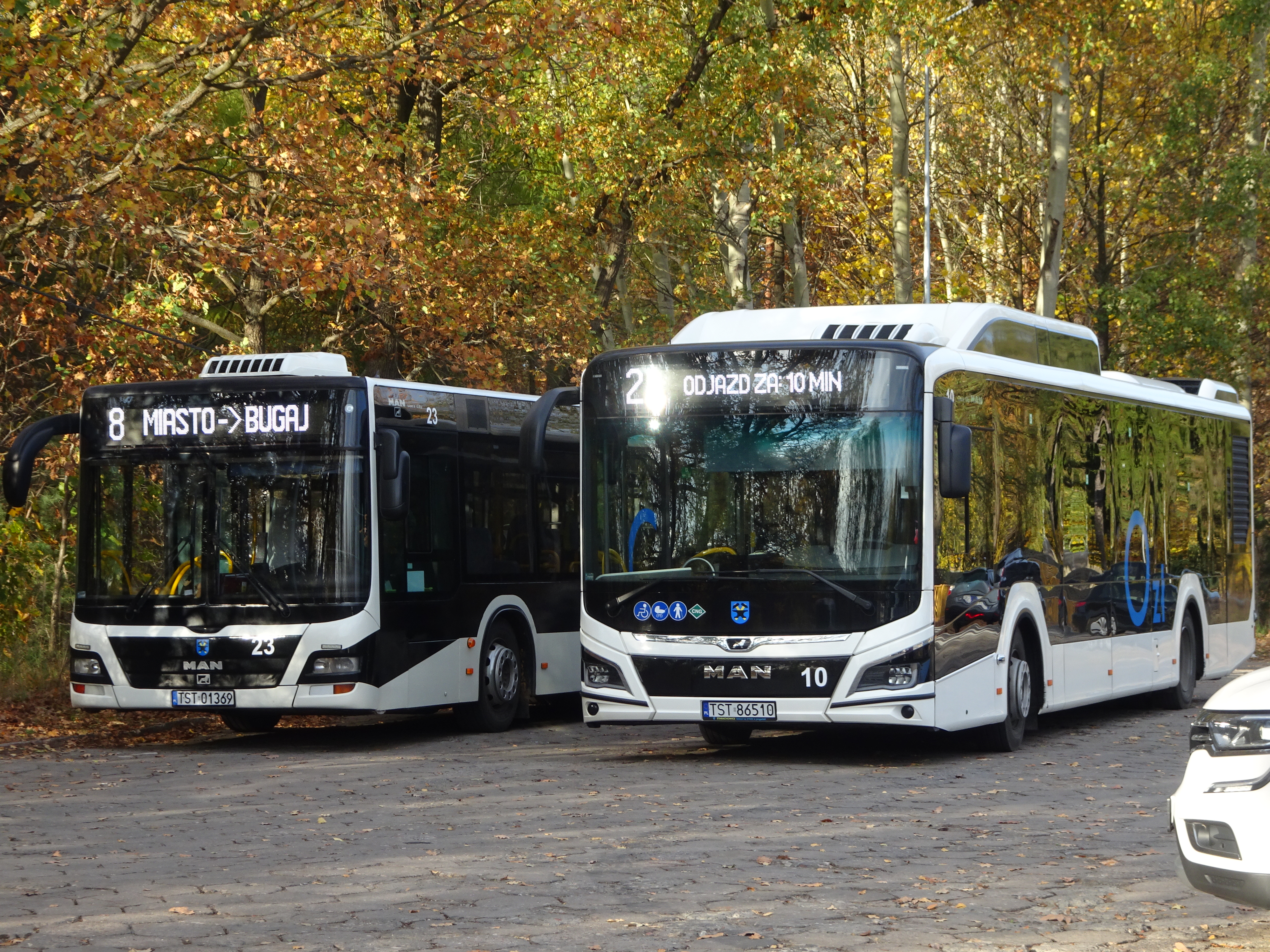
Ônibus urbanos no circuito de Bugaj

Em outubro de 2018, ocorreu a fusão da Empresa de energia para aquecimento e a Empresa Municipal de Transportes. A criação da Empresa de energia para aquecimento Sp. z o.o. — Transporte municipal em Starachowice, que opera o transporte público em 15 linhas durante todo o ano (incluindo três linhas para funcionários e uma linha escolar) e uma linha sazonal (R). Até 2017, a transportadora também operava linhas suburbanas em direção a Skarżysko-Kamienna (Linha A), Rudnik (Linha 5), Ruda (Linha 9), Wąchock (Linhas 4 e A) e Osin (Linha 24). Em razão do prejuízo financeiro, a administração da MZK Starachowice decidiu interromper as operações de transporte nas linhas suburbanas. Além disso, há também serviços de transporte privado que atendem às cidades vizinhas e oferecem conexões para cidades polonesas maiores. Até 2015, havia também uma filial local da PKS (PKS Starachowice), que atendia tanto linhas locais quanto intermunicipais. Desde 1 de abril de 2022, as viagens de transporte público para os residentes da cidade são gratuitas.

### Transporte ferroviário

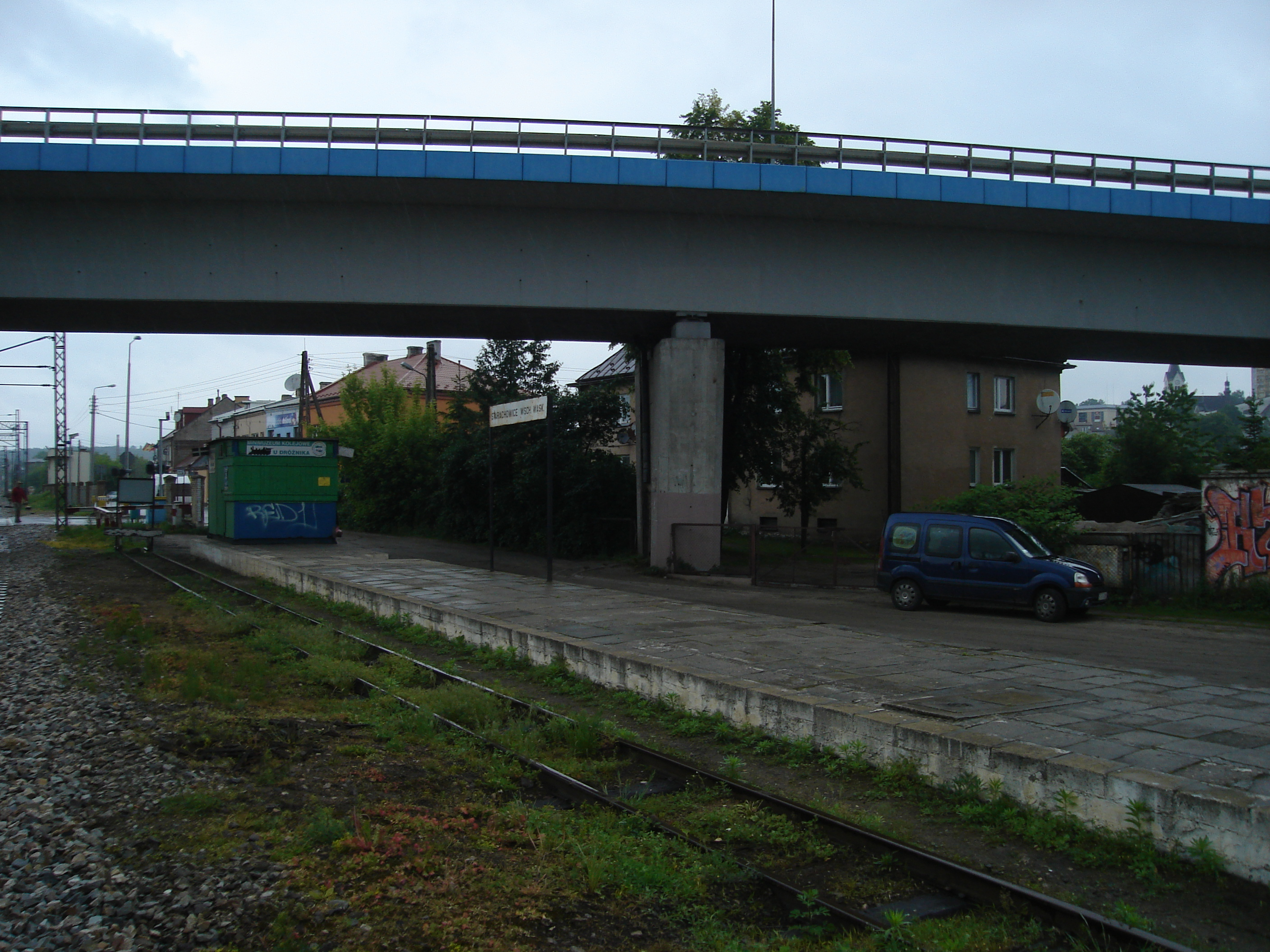
Ferrovia de bitola estreita de Starachowice Leste na linha para Iłża e viaduto na estrada provincial n.º 744 (desvio urbano)

A linha ferroviária n.º 25 também atravessa a cidade, com paradas em Starachowice, Starachowice Leste e Starachowice Michałów ao longo de sua rota. Atualmente (a partir de junho de 2020), há serviços regionais durante todo o ano de Ostrowiec Św. para Kielce e Cracóvia, e serviços de longa distância (como TLK) de Przemyśl para Varsóvia e Bydgoszcz. Um trem regional rápido de Kielce para Sandomierz também opera aqui nos fins de semana durante a temporada de verão.
No passado, Starachowice tinha uma rede de ferrovias de bitola estreita usada principalmente para fins industriais. A maioria das linhas foi desmantelada, mas até a década de 1990 havia também uma linha de passageiros entre Starachowice Leste Wąskotorowe e Iłża. Em 2004, a ferrovia foi reativada na seção Starachowice Wschodnie Wąskotorowe — Lipie. Atualmente, a ferrovia opera aos domingos na temporada primavera-verão. Há planos para reconstruir a seção desmontada Lipie — Marcule a fim de conectar a rota com a seção operacional Marcule — Iłża.

### Transporte aéreo
Em 2009, foi inaugurado um heliporto sanitário na rua Radomska, 70.

## Turismo e lazer

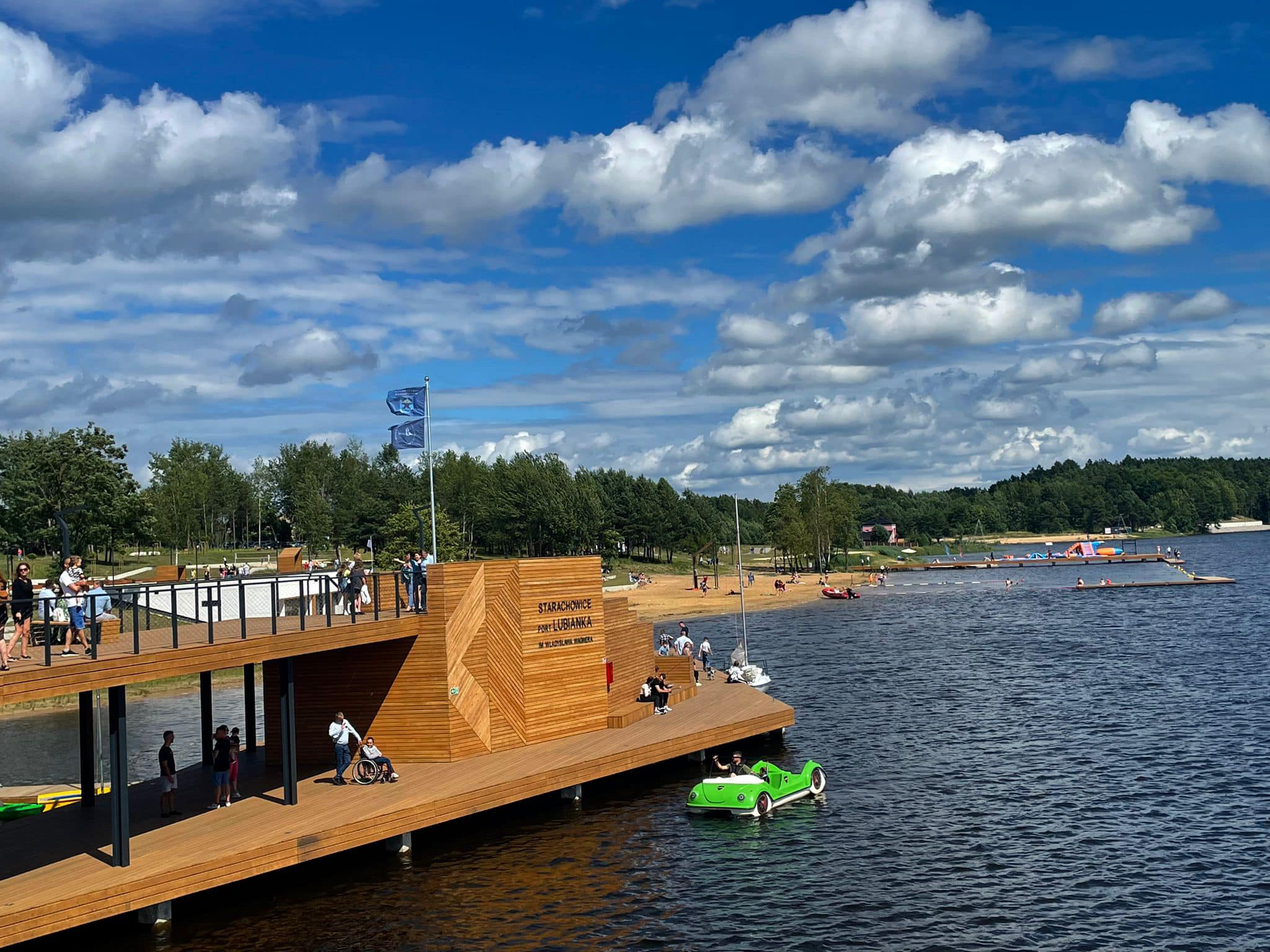
Reservatório de Lubianka — porto

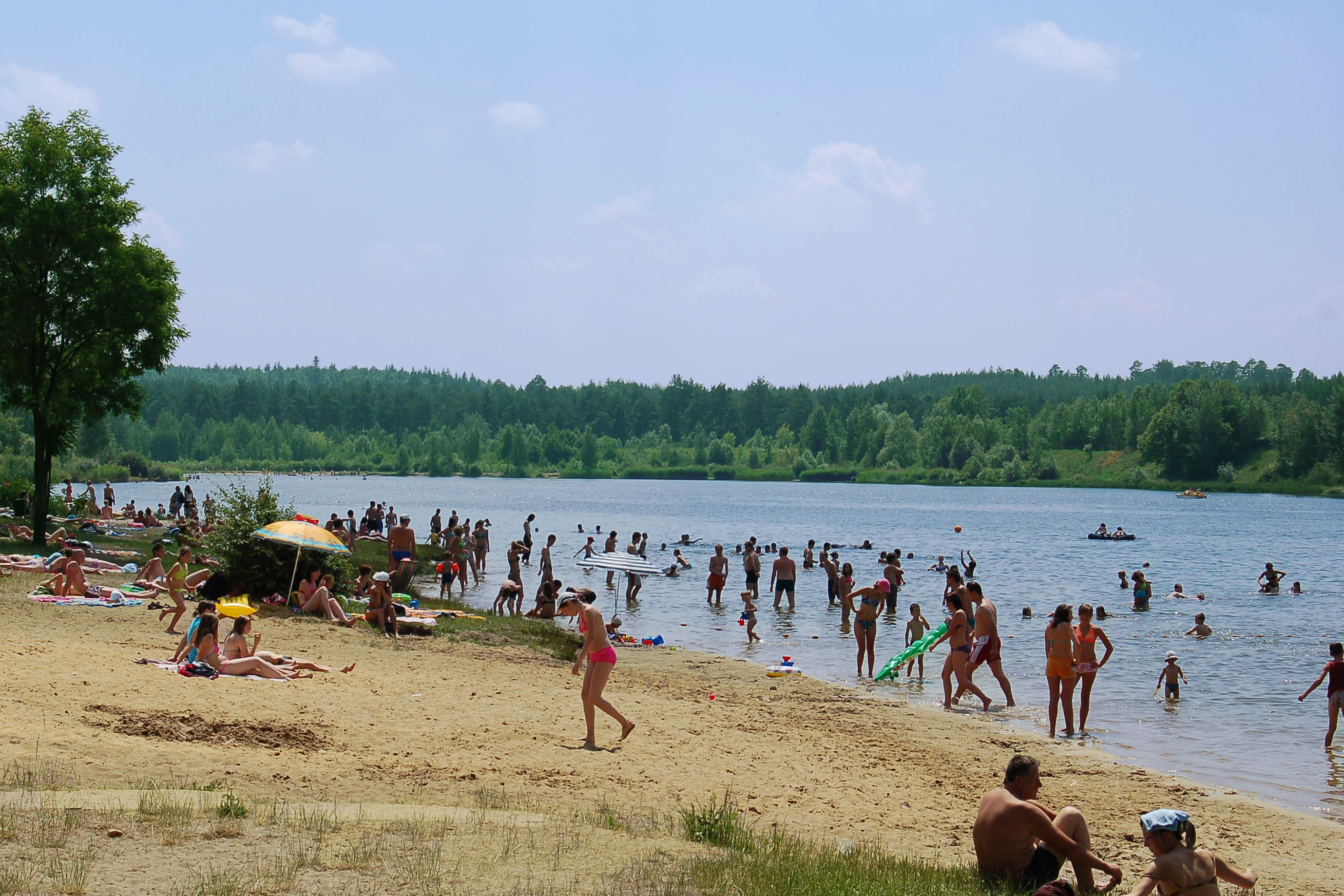
Banhos de piscina Piachy

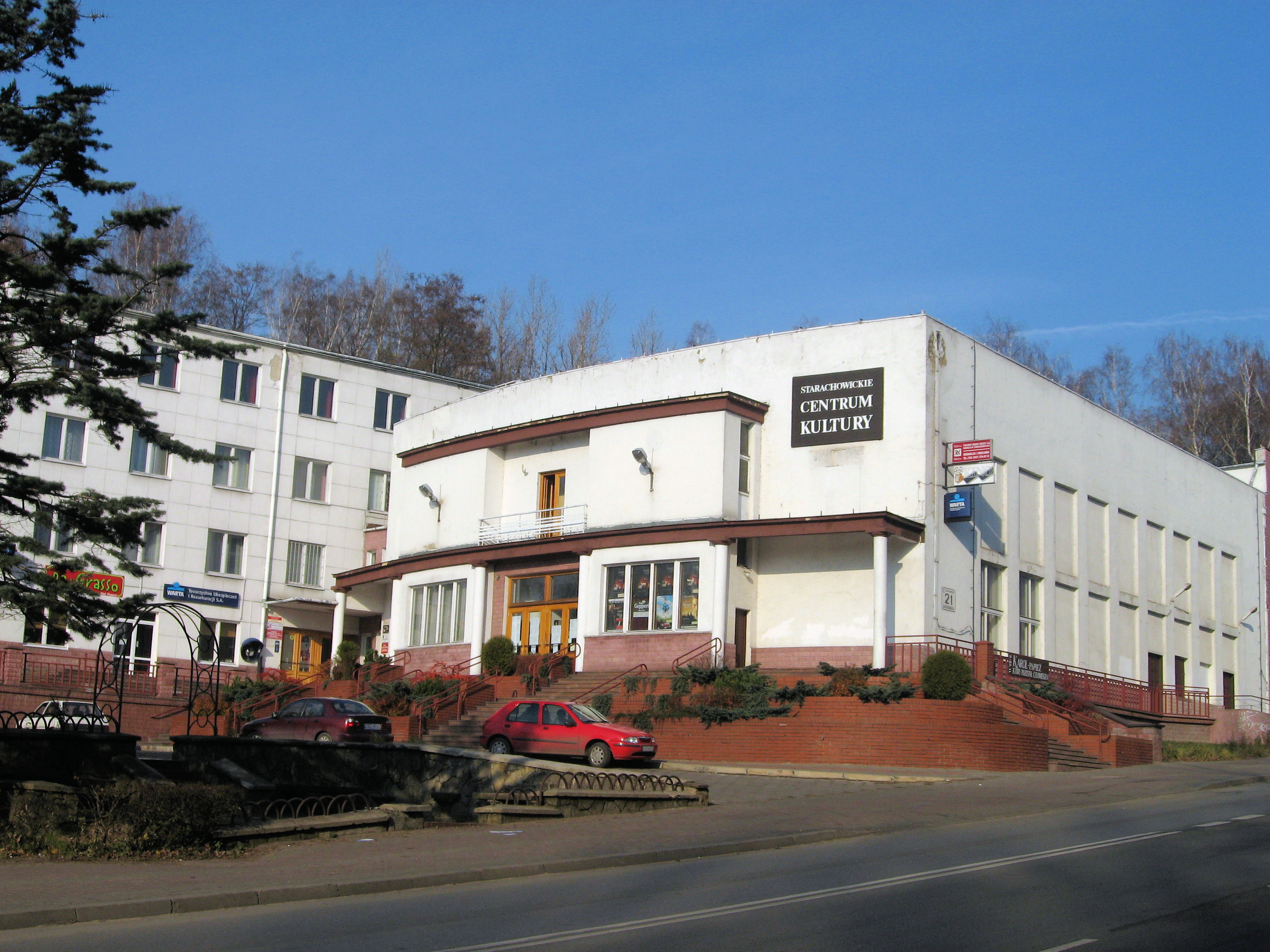
Centro Cultural de Starachowice

Starachowice é o ponto de partida:
- trilha de caminhada verde que leva a Łączna,
- trilha de caminhada amarela que leva a Iłża,
- trilha de caminhada preta que leva a Wykus,
- ciclovia vermelha que leva a Wąchock,
- ciclovia amarela que leva a “Leśne dukty”.

Passa por Starachowice:
- trilha de caminhada vermelha que leva de Skarżysko-Kamienna a Kałków,
- ciclovia preta que vai de Świętomarz a Iłża,
- ciclovia azul que vai de Skarżysko-Kamienna a Ostrowiec Świętokrzyski.

Há três reservatórios de água na cidade:
- Reservatório de água “Pasternik” (dividido por um dique em duas partes: recreação e captação)
- Balneário “Lagoa Lubianka”
- Balneário “Piachy”

## Monumentos históricos

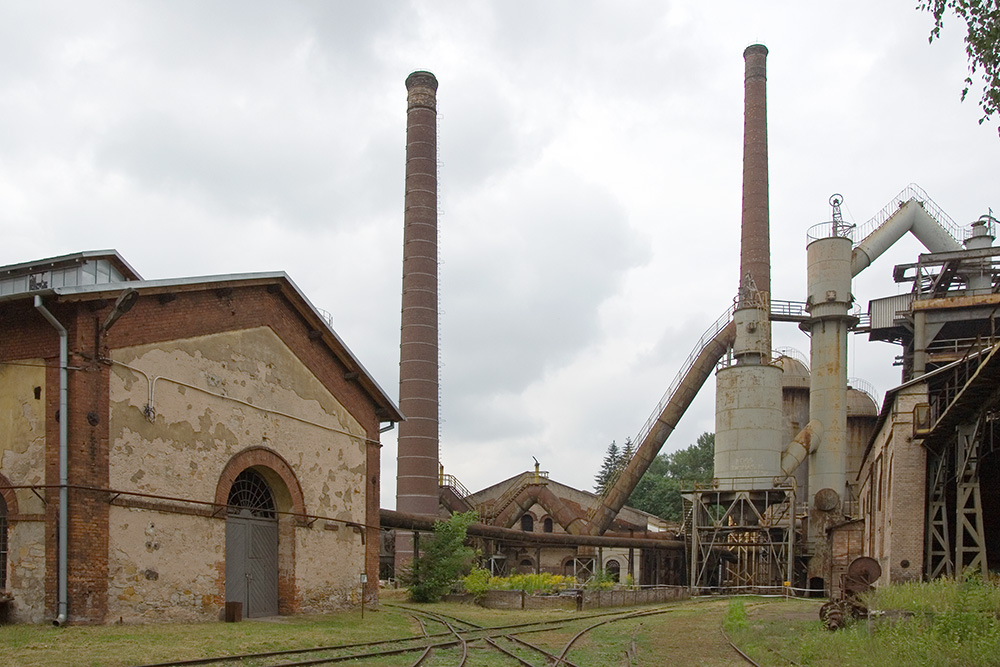
Complexo de uma usina de alto-forno, atualmente o Museu da Natureza e Tecnologia Jan Pazdura

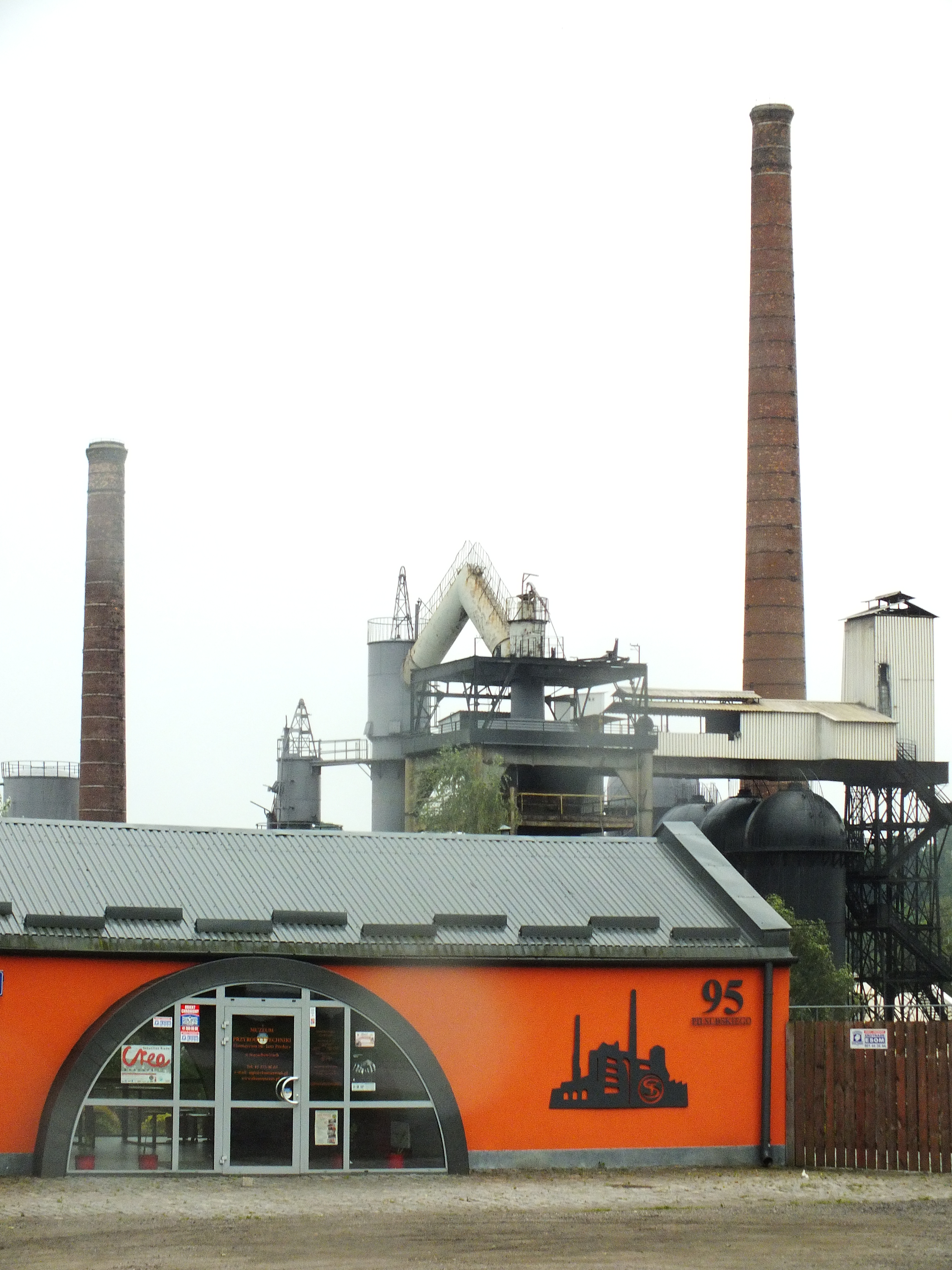
Alto-forno histórico

- Complexo de alto-forno do século XIX:
  - alto-forno e sala de drenagem
  - antiga sala de máquinas, agora casa de banhos
  - dois galpões de fundição, hoje fábricas de tijolos
  - soprador de vapor
  - casa da caldeira
  - antigo prédio administrativo
  - canal superior e inferior

A estrutura atual da fundação Staszic da “usina de ferro contínua no rio Kamienna” é formada pelos restos de edifícios classicistas: um salão de funil organizado para fins de exposição, uma sala de máquinas com oficinas de arte e uma usina de ferro em terraços e instalações hidrotécnicas com um canal de água subterrâneo abobadado de 240 m de comprimento.
O alto-forno do século XIX — um dos edifícios mais antigos da antiga administração da siderúrgica está em ruínas; toda a usina metalúrgica e o equipamento técnico que a acompanha: a torre de elevação, os aquecedores de ar, os coletores de gás do alto-forno, a sala da caldeira e a máquina a vapor, que merece atenção especial — uma exposição da Exposição Universal Mundial em Paris, em 1889 — formam a única linha tecnológica metalúrgica completa preservada na Europa.
O complexo da fábrica de alto-forno foi inscrito no registro de monumentos imóveis.
- Prédio administrativo do zelador metalúrgico construído entre 1836 e 1842 (atualmente o Museu Regional da Sociedade Polonesa de Amantes do Turismo Rural (PTTK) e sua sede e albergue).[32]
- Prédio residencial de cerca de 1840 na rua Sportowa, anteriormente parte da propriedade da fábrica ao lado da usina de alto-forno.
- Igreja da Santíssima Trindade, erguida em 1681, amplamente reconstruída no final do século XIX.[32]
- Ferrovia de bitola estreita — todos os trilhos, desvios e bueiros.[32]
- Prédio da antiga agência dos correios na rua Spółdzielcza, da segunda metade do século XIX, foi o primeiro prédio de tijolos da antiga cidade de Wierzbnik, além da igreja.
- Cemitério judaico, um dos maiores da região, foi fundado no final do século XIX e funcionou até 1946.[32]
- Cemitério católico na rua Iłżecka, fundado por volta de 1860; cerca de 30 lápides do século XIX sobreviveram, incluindo a de Józef Szaybo, gerente da metalúrgica em Brody Iłżeckie, um oficial da Revolta de Janeiro de 1863.
- Instalações hidrotécnicas — uma represa e um bueiro da segunda metade do século XIX no distrito de Michałów.[32]
- Complexo compacto de prédios residenciais e de serviços do período entre guerras, incluindo a casa do diretor da fábrica de armamentos (hoje um jardim de infância), o prédio da inspetoria florestal, hoje em uso pela Associação de Escoteiros Poloneses, um centro comunitário, uma colônia de funcionários e uma colônia de trabalhadores. A valiosa igreja de madeira de Todos os Santos foi incendiada na década de 1980. O que sobreviveu da igreja foram pinturas a têmpera sobre tábua de Sophie Baudoin de Courtenay.

## Divisão administrativa

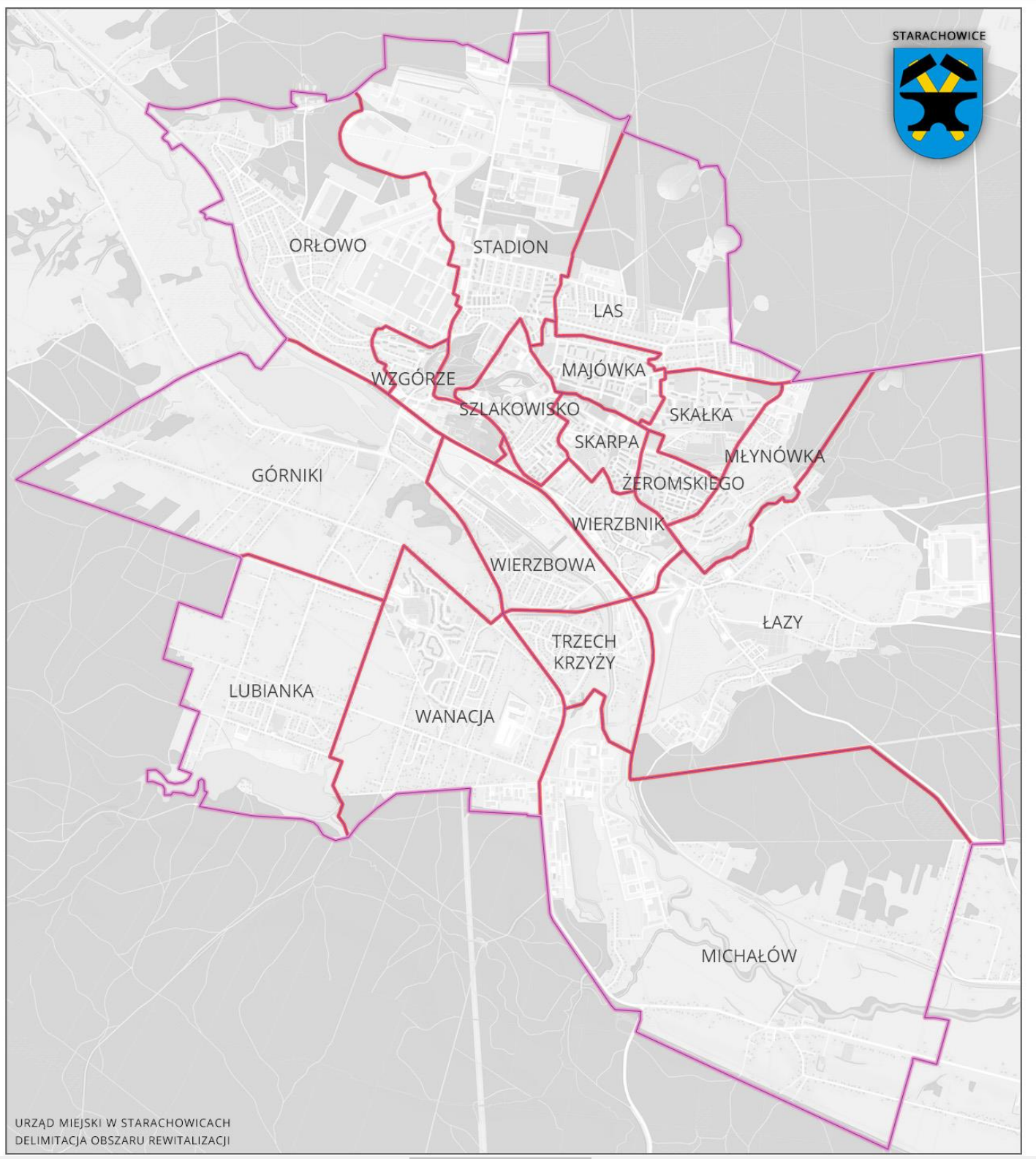
Divisão administrativa de Starachowice em 18 conjuntos residenciais

| Parte norte da cidade - Las - Majówka - Młynówka - Orłowo (conjuntos residenciais de Orłowo, Mieszała e Niwka) — vila histórica da Mina Herkules - Skałka - Stadion (conjuntos residenciais de Stadion e Bugaj) - Skarpa - Szlakowisko - Wierzbnik (Cidade Velha) Lenartów Most, Florencja - Wzgórze - Żeromskiego | Parte sul da cidade - Górniki (Krzyżowa Wola) - Lubianka (conjuntos residenciais de Lubianka e Hohołówka) - Łazy - Michałów (conjuntos residenciais de Michałów Miejski, Michałów Wiejski e Cyganów) - Trzech Krzyży - Wanacja (com o conjunto residencial de Południe) - Wierzbowa |

## Educação
- Escolas primárias
  - Escola primária n.º 1 Jan Kochanowski[33]
  - Escola primária n.º 2 Jan Paweł II[34]
  - Escola primária n.º 6 Obrońców Westerplatte[35]
  - Escola primária n.º 9 Partidários da Terra de Kielce[36]
  - Escola primária n.º 10 Szarych Szeregów com classes integradas[37]
  - Escola primária n.º 11 Jana Piwnika[38]
  - Escola primária n.º 12 Mikołaj Kopernik[39]
  - Escola primária n.º 13 Kornel Makuszyński[40]
  - Escola primária comunitária STO[41]
- Escolas de ensino médio
  - Escola de ensino médio n.º 1 Tadeusz Kościuszko[42]
  - Escola de ensino médio n.º 2 Stanisław Staszic[43]
  - Escola de ensino médio n.º 3 Krzysztof Kamil Baczyński[44]
  - Escola de ensino médio comunitária Krzysztof Kamil Baczyński[45]
  - Complexo de escolas profissionalizantes n.º 1 Major H. Dobrzański “Hubal”[46]
  - Complexo de escolas profissionalizantes n.º 2[47]
  - Complexo de escolas profissionalizantes n.º 3[48]
  - Centro de treinamento vocacional ZDZ[49]
- Escolas de ensino superior
  - Filial da Universidade de Tecnologia da Pomerânia em Starachowice.[50]

## Comunidades religiosas

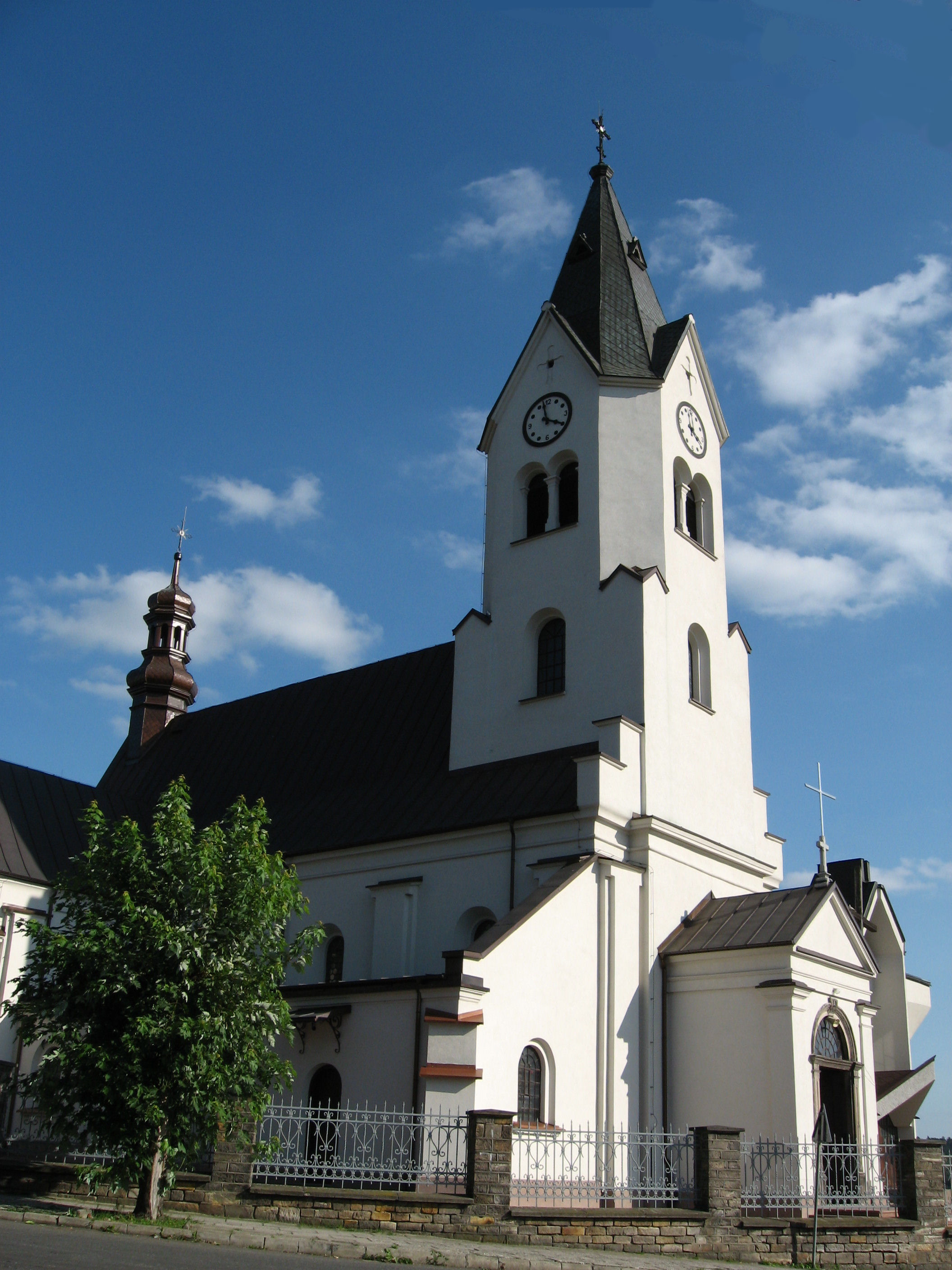
Igreja da Santíssima Trindade

As seguintes igrejas e associações religiosas realizam atividades em Starachowice:

### Catolicismo
- Igreja Católica de Rito Latino:
  - Paróquia da Santíssima Trindade[51]
  - Paróquia de Santo Irmão Alberto[52]
  - Paróquia de Nossa Senhora de Częstochowa[53]
  - Paróquia de São Judas Tadeu[54]
  - Paróquia do Sagrado Coração de Jesus[55]
  - Paróquia de Todos os Santos[56]
  - Paróquia de Nossa Senhora do Perpétuo Socorro[57]
  - Paróquia da Bem-Aventurada Virgem Maria[58]
  - Paróquia da Santíssima Virgem Maria, Rainha da Polônia[59]
- Antiga igreja católica mariavita — os fiéis pertencem à paróquia da Transfiguração do Senhor em Wierzbica[60]

### Protestantismo
- Exército de Salvação:
  - Corpo de Starachowice[61]
- Igreja Adventista do Sétimo Dia na Polônia:
  - Igreja de Starachowice[62]
- Igreja Cristã Evangélica da Fé na Polônia:
  - Igreja em Starachowice[62]
- Igreja Pentecostal na Polônia
  - Igreja de “Betel”[63]

### Restauracionismo
- Testemunhas de Jeová:
  - Igreja em Starachowice-Sul
  - Igreja em Starachowice Leste
  - Igreja em Starachowice Oeste (incluindo grupo de língua ucraniana; Salão do Reino, rua Miodowa, 38)

## Meios de comunicação
- Gazeta Starachowicka
- Semanário Starachowicki
- Echo Starachowickie — suplemento regional de sexta-feira do Echo Dnia
- Telewizja Starachowice — canal de TV local transmitido digitalmente e analógico na rede de cabos Vectra
- Radio Eska Starachowice — estação de rádio em operação desde 1996 (inicialmente como rádio MTM FM 102,1 MHz), desde 2005 na rede de rádio Eska na mesma frequência.

## Esportes
O clube mais antigo de Starachowice é o clube de várias seções “Star Starachowice”. O time de futebol jogou na antiga Segunda Liga (atualmente a Primeira Liga) por 13 temporadas, enquanto a seção de levantamento de peso produziu, entre outros, Arkadiusz Lipa, medalhista de bronze no Campeonato Mundial de 1973 em Havana. O time de futebol foi retirado da competição em 2005, mas foi reativado antes da temporada 2007/2008 e entrou na competição da Classe A. Na temporada 2022/2023, o clube venceu o grupo Świętokrzyskie da IV liga sendo promovido à III liga.
Em setembro de 1996, uma seção de futebol foi criada no KKS Juventa-Marbo, que inicialmente lidava apenas com o treinamento de jovens. Em 2005, o Starachowice e o Juventa se fundiram, resultando na criação do clube sênior Juventa-Star Starachowice. Na temporada 2005/2006, ele jogou na Classe A e, nas competições seguintes, na classe distrital. Em 2007, os clubes se separaram e o Juventa começou na classe distrital. Na temporada 2008/2009, foi promovido à Terceira Liga Malopolska-Swiętokrzyska, onde jogou até a temporada 2012/2013, após a qual se retirou da competição sênior.
Há também o Feniks Clube de Rugby em Starachowice, fundado em agosto de 2009.